# Scrapter tomentum
Scrapter tomentum är en biart som beskrevs av Constance Margaret Eardley 1996. Scrapter tomentum ingår i släktet Scrapter och familjen korttungebin. Inga underarter finns listade i Catalogue of Life.